# Saint-Romphaire
Saint-Romphaire est une ancienne commune française du département de la Manche et de la région Normandie, peuplée de 771 habitants, devenue le 1er janvier 2016 une commune déléguée au sein de la commune nouvelle de Bourgvallées.

## Géographie
La commune est en pays saint-lois. Son bourg est à 8,5 km au nord de Tessy-sur-Vire, à 9,5 km au sud de Saint-Lô, à 9,5 km au sud-est de Canisy et à 11 km à l'ouest de Torigni-sur-Vire.
Saint-Romphaire est dans le bassin de la Vire qui délimite le territoire au nord-ouest. Trois de ses affluents ou sous-affluents parcourent le territoire communal : un affluent du Marqueran au sud, un affluent de l'Hain à l'ouest (le ruisseau du Hameau Bernard) et un affluent direct plus modeste à l'est.
Le point culminant (155 m) se situe en limite sud-ouest, près de l'intersection des routes départementales 251 et 277. Le point le plus bas (18 m) correspond à la sortie de la Vire du territoire, au nord-est. La commune est bocagère.
| Gourfaleur (comm. nouv. de Bourgvallées), Saint-Samson-de-Bonfossé (comm. nouv. de Bourgvallées) | La Mancellière-sur-Vire (comm. nouv. de Bourgvallées)     | Condé-sur-Vire (propre territoire)               |
| Saint-Samson-de-Bonfossé (comm. nouv. de Bourgvallées)                                           | Saint-Romphaire                                           | Le Mesnil-Raoult (comm. nouv. de Condé-sur-Vire) |
| Le Mesnil-Opac (comm. nouv. de Moyon Villages)                                                   | Le Mesnil-Opac (comm. nouv. de Moyon Villages), Troisgots | Troisgots                                        |

## Toponymie
La paroisse était dédiée à Romphaire, évêque de Coutances au VIe siècle.
Le gentilé est Saint-Romphairais.

## Histoire
Vers 1200, l'église relève de l'abbaye de Hambye. En 1327, dans l'état des fiefs de la vicomté de Coutances dressé en 1327 par Godefroy Le Blond, bailli de Cotentin, l'abbé de Hambye est patron de Saint-Romphaire et également de Trégoz, patronages qui lui appartenait depuis le règne de Saint Louis (1226-1270) comme il est rapporté dans le registre des cures du diocèse rédigé au XIIIe siècle.
Le 1er janvier 2016, Saint-Romphaire intègre avec trois autres communes la commune de Bourgvallées créée sous le régime juridique des communes nouvelles instauré par la loi no 2010-1563 du 16 décembre 2010 de réforme des collectivités territoriales. Les communes de Gourfaleur, La Mancellière-sur-Vire, Saint-Romphaire et Saint-Samson-de-Bonfossé deviennent des communes déléguées et Saint-Samson-de-Bonfossé est le chef-lieu de la commune nouvelle.

## Politique et administration

### Tendances politiques et résultats
- Les électeurs de la commune placent Hervé Morin (liste d'Union de la droite) en tête au premier et au second tour des élections régionales 2015[6].

### Administration municipale
| Période                                                                                | Période       | Identité                         | Étiquette | Qualité                                    |
| -------------------------------------------------------------------------------------- | ------------- | -------------------------------- | --------- | ------------------------------------------ |
| 1790                                                                                   | 1792          | Surget de la Vallerie            |           |                                            |
| 1792                                                                                   | 1795          | Gilles Le Rebourg                |           | Laboureur                                  |
| 1795                                                                                   | 1797          | Jacques François Eudeline        |           |                                            |
| 1797                                                                                   | 1800          | Jean Baptiste Quétel             |           |                                            |
| 1800                                                                                   | 1811          | Gilles Le Rebourg                |           | Laboureur                                  |
| 1811                                                                                   | 1816          | Jean Baptiste Quétel             |           |                                            |
| 1816                                                                                   | 1817          | Luc Louis Duquesne               |           |                                            |
| 1817                                                                                   | 1845          | Jean Baptiste Quétel             |           |                                            |
| 1845                                                                                   | 1850          | François Pommier                 |           |                                            |
| 1850                                                                                   | 1854          | Lavillière Gohier                |           |                                            |
| 1854                                                                                   | 1858          | Charles Quétel                   |           |                                            |
| 1858                                                                                   | 1865          | Alexandre Payen de la Garanderie |           |                                            |
| 1865                                                                                   | 1866          | Alphonse Leneveu                 |           |                                            |
| 1866                                                                                   | 1909          | Edmond Guérard                   |           |                                            |
| 1909                                                                                   | 1933          | Auguste Lempérière               |           |                                            |
| 1933                                                                                   | 1945          | Auguste Larsonneur               |           |                                            |
| 1945                                                                                   | 1946          | Alyre Françoise                  |           |                                            |
| 1946                                                                                   | 1947          | Victor Meslin                    |           |                                            |
| 1947                                                                                   | 1949          | Anthyme Rault                    |           |                                            |
| 1949                                                                                   | 1953          | Octave Cauvet                    |           |                                            |
| 1953                                                                                   | 1959          | Ernest Marie                     |           |                                            |
| 1959                                                                                   | 1971          | Victor Meslin                    |           |                                            |
| 1971                                                                                   | 1980          | Albert Bossard                   |           |                                            |
| 1981                                                                                   | 1989          | Georges Françoise                |           |                                            |
| 1989                                                                                   | 1995          | Louis Mourocq                    |           |                                            |
| juin 1995                                                                              | mars 2008     | Lucien Lorre                     | SE        | Enseignant                                 |
| mars 2008                                                                              | décembre 2010 | Ferdinand Piedagnel              | SE        |                                            |
| février 2011                                                                           | décembre 2015 | Xavier Milcent                   | SE        | Technicien de production laitière retraité |
| Une partie des données est issue d'une liste établie par Jean Pouëssel et Guy de Gand. |               |                                  |           |                                            |

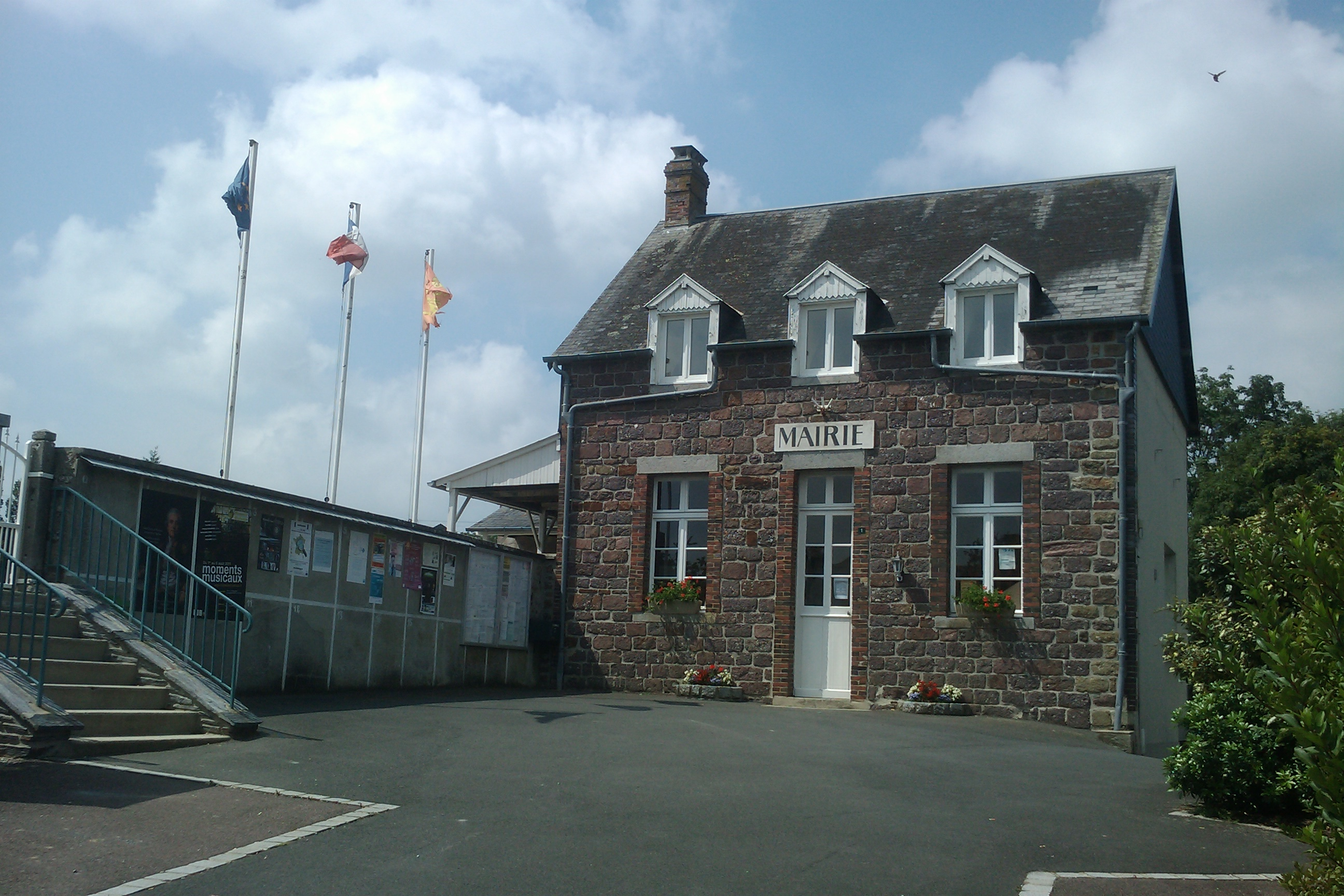
La mairie.

Le conseil municipal était composé de quinze membres dont le maire et deux adjoints. Ces conseillers intègrent au complet le conseil municipal de Bourgvallées le 1er janvier 2016 jusqu'en 2020 et Xavier Milcent devient maire délégué.
| Période                                  | Période  | Identité       | Étiquette | Qualité                                       |
| ---------------------------------------- | -------- | -------------- | --------- | --------------------------------------------- |
| janvier 2016                             | mai 2020 | Xavier Milcent | SE        | Technicien de production laitière retraité    |
| mai 2020                                 | En cours | Claude Javalet | SE        | Retraité de l'usine SEB Maire de Bourgvallées |
| Les données manquantes sont à compléter. |          |                |           |                                               |

## Démographie
En 2021, la commune comptait 771 habitants. Depuis 2004, les enquêtes de recensement dans les communes de moins de 10 000 habitants ont lieu tous les cinq ans (en 2005, 2010, 2015, etc. pour Saint-Romphaire) et les chiffres de population municipale légale des autres années sont des estimations.
Saint-Romphaire a compté jusqu'à 949 habitants en 1851.
| 1793 | 1800 | 1806 | 1821 | 1831 | 1836 | 1841 | 1846 | 1851 |
| ---- | ---- | ---- | ---- | ---- | ---- | ---- | ---- | ---- |
| 744  | 766  | 844  | 888  | 897  | 852  | 929  | 943  | 949  |

| 1856 | 1861 | 1866 | 1872 | 1876 | 1881 | 1886 | 1891 | 1896 |
| ---- | ---- | ---- | ---- | ---- | ---- | ---- | ---- | ---- |
| 911  | 903  | 841  | 803  | 805  | 803  | 763  | 711  | 683  |

| 1901 | 1906 | 1911 | 1921 | 1926 | 1931 | 1936 | 1946 | 1954 |
| ---- | ---- | ---- | ---- | ---- | ---- | ---- | ---- | ---- |
| 633  | 634  | 610  | 587  | 602  | 596  | 582  | 627  | 657  |

| 1962 | 1968 | 1975 | 1982 | 1990 | 1999 | 2005 | 2010 | 2015 |
| ---- | ---- | ---- | ---- | ---- | ---- | ---- | ---- | ---- |
| 615  | 626  | 602  | 638  | 628  | 595  | 718  | 744  | 738  |

| 2018 | - | - | - | - | - | - | - | - |
| ---- | - | - | - | - | - | - | - | - |
| 760  | - | - | - | - | - | - | - | - |

## Lieux et monuments
- Église Saint-Romphaire du XVIIIe siècle restaurée au XXe siècle par l'architecte Guy Belin. L'édifice qui date pour l'essentiel du XVIIIe siècle avec tour en façade de la nef, un chœur restauré au XXe siècle, a conservé sur la nef des pierres en épis indiquant l'art roman.

Elle abrite des fonts baptismaux et bénitier mural XVIIIe-XIXe, les statues d'Ecce homo du XVIe, saint Claude évêque du XVIIIe, saint Benoît du XXe.
- Croix de cimetière du XVIIe siècle, près d'une pierre tombale probablement du XVIIe siècle également.
- Ferme-manoir de la Goupillière (1730) construite par la famille Duquesne.
- Ferme-manoir Le Boulay avec son colombier et cheminée à blason (XVIe siècle).
- Fermes-manoirs Les Gouvetières du XIXe siècle, Le Mariage du XVIIe siècle.

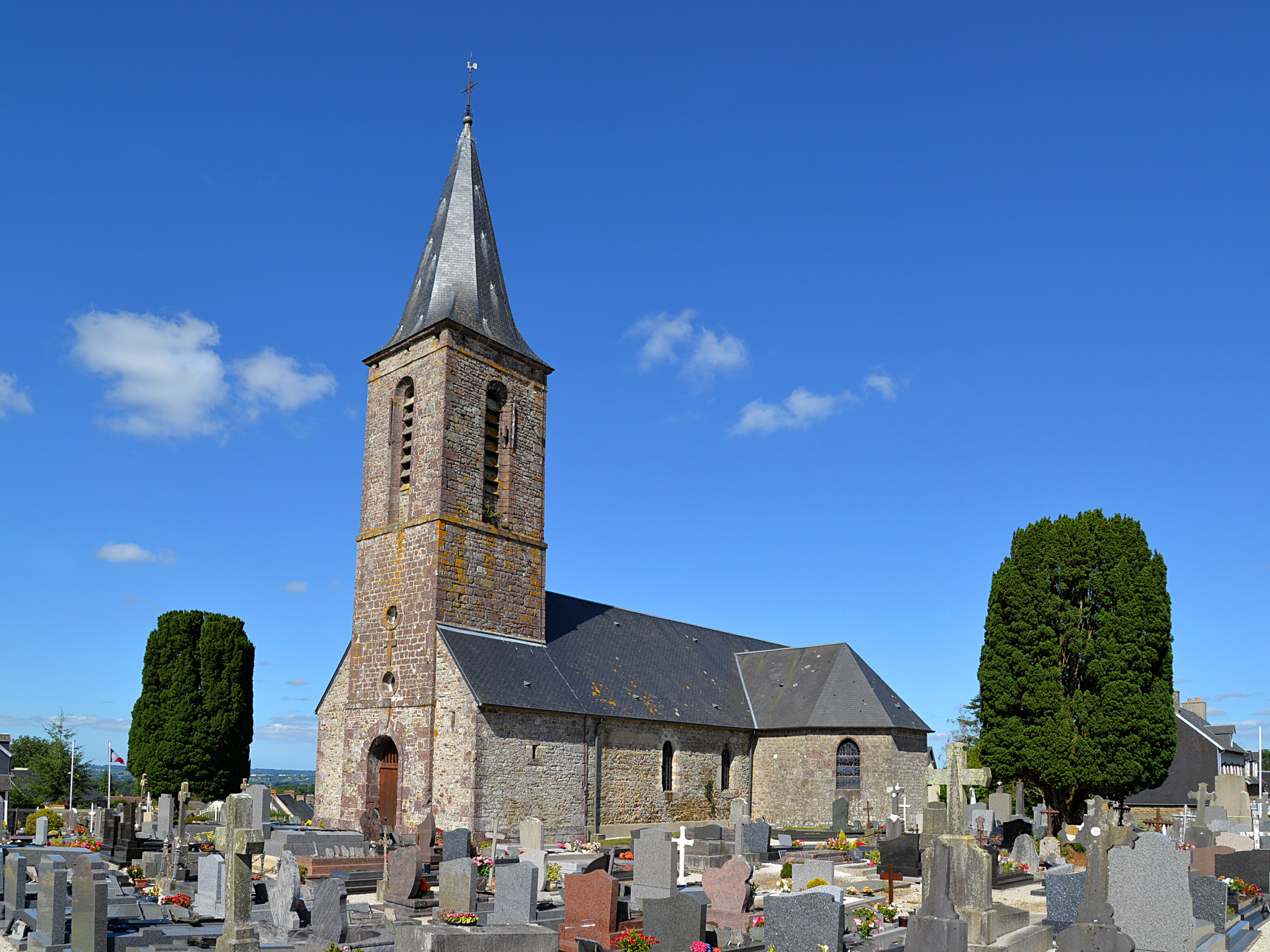
L’église Saint-Romphaire.
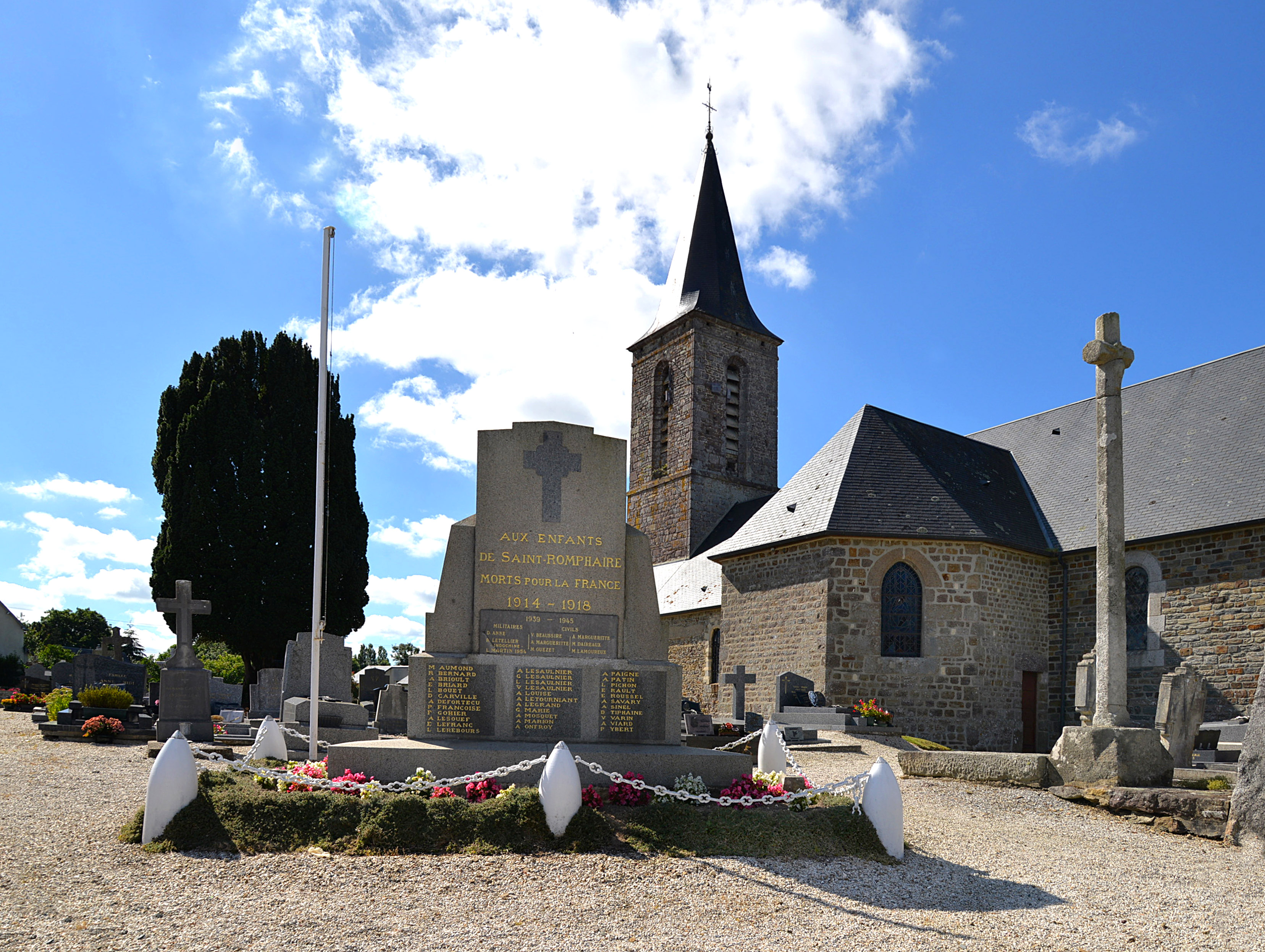
Le monument aux morts.

## Activité et manifestations
- Randonnée et VTT les 1er mai.

La commune de Saint-Romphaire est jumelée avec Champagné-Saint-Hilaire.